# Мазарка
Мазарка — река в России, протекает в Уржумском районе Кировской области. Устье реки находится в 41 км по левому берегу реки Буй. Длина реки составляет 24 км.
Исток реки находится на территории природного заказника «Бушковский лес». Река течёт на запад, протекает починок Лебедевский (Буйское сельское поселение), деревни Пакшай и Мазары. Впадает в Буй выше села Архангельское.

## Данные водного реестра
По данным государственного водного реестра России относится к Камскому бассейновому округу, водохозяйственный участок реки — Вятка от города Котельнич до водомерного поста посёлка городского типа Аркуль, речной подбассейн реки — Вятка. Речной бассейн реки — Кама.
По данным геоинформационной системы водохозяйственного районирования территории РФ, подготовленной Федеральным агентством водных ресурсов:
- Код водного объекта в государственном водном реестре — 10010300412111100038171
- Код по гидрологической изученности (ГИ) — 111103817
- Код бассейна — 10.01.03.004
- Номер тома по ГИ — 11
- Выпуск по ГИ — 1